# Cywilni Komisarze Malty

Flaga Zjednoczonego Królestwa

Cywilny Komisarz Malty (ang. Civil Commissioner of Malta, malt. Kummissarju Ċivili ta' Malta) był to urzędnik, zarządzający Maltą podczas blokady Francuzów a później Brytyjskim Protektoratem Malty w latach 1799–1813. Po zakończeniu protektoratu i utworzeniu kolonii Korony Brytyjskiej w roku 1813, urząd ten został zastąpiony przez Gubernatora, który reprezentował rząd Wielkiej Brytanii.

## Lista Cywilnych Komisarzy (1799–1813)
| Nazwisko (lata życia)                     | Portret | Od            | Do                   |
| ----------------------------------------- | ------- | ------------- | -------------------- |
| sir Alexander Ball (1757–1809)            |         | 9 lutego 1799 | lutego 1801          |
| sir Henry Pigot (1750–1840)               |         | lutego 1801   | lipca 1801           |
| Charles Cameron (1766–1820)               |         | lipca 1801    | 1802                 |
| sir Alexander Ball (1757–1809) (ponownie) |         | 1802          | 25 października 1809 |
| sir Hildebrand Oakes (1754–1822)          |         | maja 1810     | 23 lipca 1813        |